# Chevrolet Epica
La Chevrolet Epica est une berline vendue par la marque américaine Chevrolet, vendue en Europe de 2006 à 2011. Elle est vendue sous le nom de Holden Epica en Australie ou Daewoo Tosca en Corée du Sud. Elle existe en plusieurs motorisations dont deux de 150 ch, disponibles en diesel ou essence. Elle concurrence entre autres la Ford Mondeo.
Elle sera remplacée par la Chevrolet Malibu.

## Histoire
Destinée à remplacer la Daewoo Magnus sur le segment des voitures de taille moyenne, l'Epica était disponible à l'achat en Europe dès le Salon de Genève 2006. Par rapport au(x) modèle(s) précédent(s), la Tosca/Epica a été conçue en interne par GM Daewoo.
Depuis avril 2007, la Tosca est commercialisée sous le nom de Holden Epica pour les marchés australien et néo-zélandais, remplaçant la Holden Vectra provenant d' Opel en Allemagne. Il est également fabriqué et vendu au Kazakhstan sous le nom de Chevrolet Epica depuis juin 2007. 

## Motorisations
Elle était initialement équipée d'un moteur de 1,8 L (disponible uniquement en Corée du Sud), d'un moteur 2,0 L et d'un moteur 2,5 L puis d'un moteur diesel Common Rail 2,0 L de GM au début 2007.

## Chevrolet Epica (Canada)

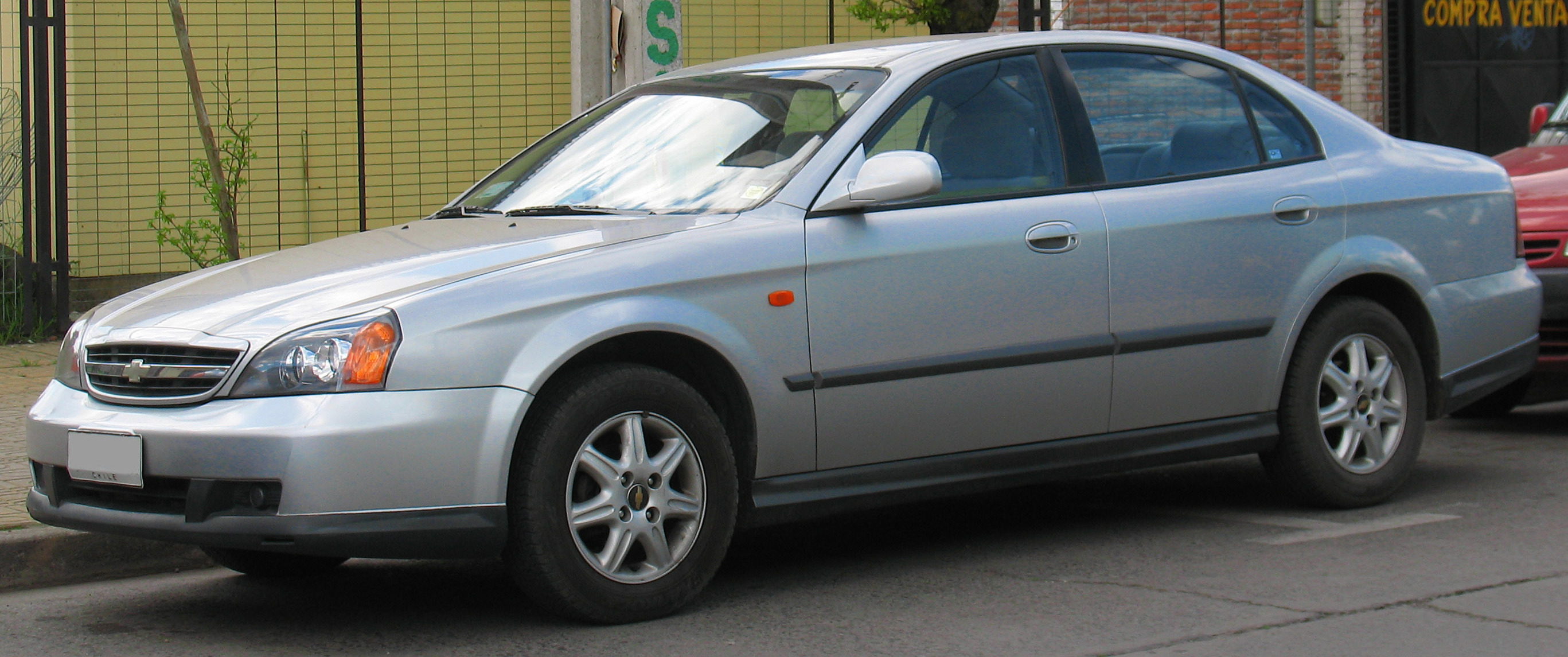
Chevrolet Epica

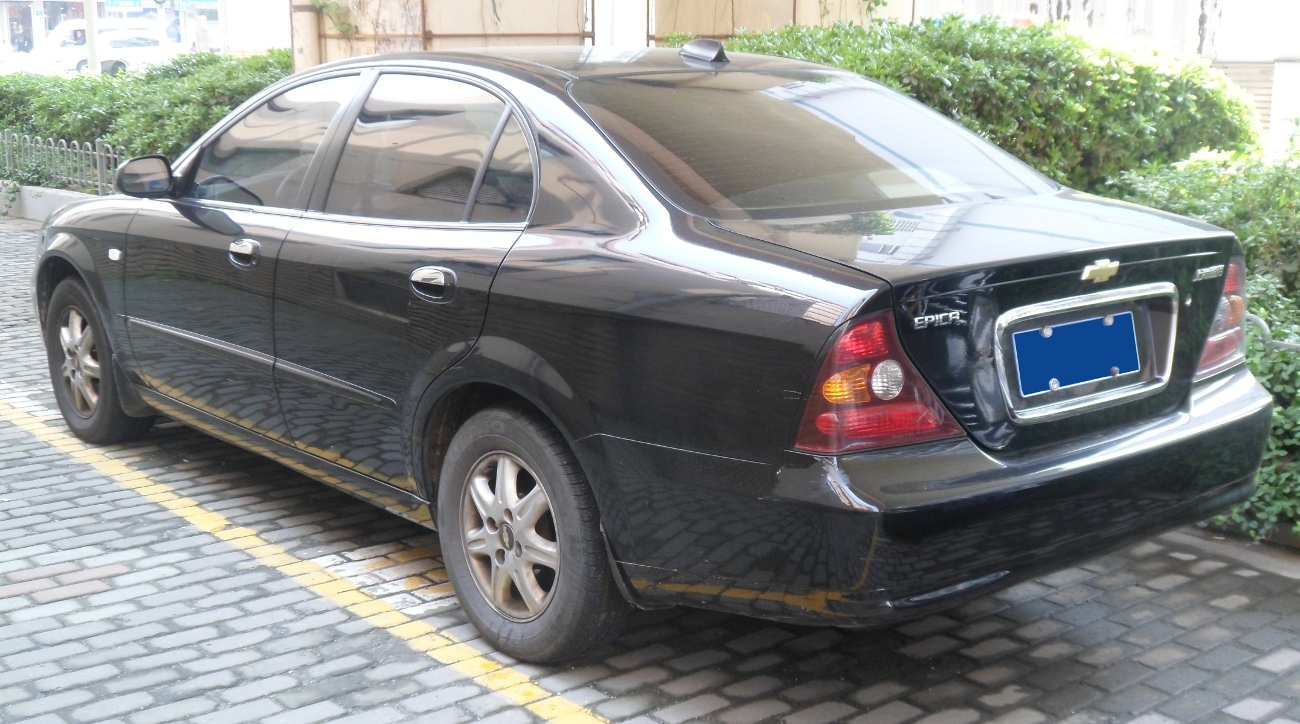
Chevrolet Epica

La Chevrolet Epica est aussi la version américaine de la Daewoo Magnus sortie en 2004 au Canada en deux versions (LS et LT), quatre ans après la sortie du modèle coréen. Elle remplace l'Oldsmobile Alero.
En 2006, son nom est réutilisé sur sa remplaçante la Daewoo Tosca à l'échelle mondiale lors de sa commercialisation sous la marque Chevrolet.